# Pakeha maxima
Pakeha maxima is een spinnensoort in de taxonomische indeling van de nachtkaardespinnen (Amaurobiidae).
Het dier behoort tot het geslacht Pakeha. De wetenschappelijke naam van de soort werd voor het eerst geldig gepubliceerd in 1973 door Raymond Robert Forster & Wilton.